# Мерзер
Мерзер је артиљеријско оруђе најкраће цијеви, обично врло великог калибра. Почетна брзина зрна је мала. Оруђе гађа убацном путањом, слично минобацачу.
Намијењен је за дјеловање против утврђених објеката и живе силе у дубоким заклонима. Данас се више не користе, јер је већину њихових улога преузео минобацач. У америчкој, британској и француској војној литератури мерзер и минобацач се сматрају истим оруђем из различитих временских периода. Када наглашавају да се мисли на минобацач, понекад додају ознаку пјешадијски (енгл. infantry mortar), рововски (фр. de tranchée) итд. 
У руској литератури, мерзер и минобацач се третирају одвојено (мерзер = рус. , минобацач = рус. Миномёт). У њемачкој литератури до краја Другог свјетског рата, појмови су одвојени (мерзер = њем. , минобацач = њем. Minenwerfer) али се све више користи само појам Mörser (за мерзер и минобацач) под англо-америчким утицајем.

## Епоха глатке цијеви
Мерзери са глатком цијеви су једно од првих артиљеријских оруђа, помињу се већ код Алхесираса 1342. и Пистоје 1364. Имали су облик сличан апотекарској ступи (лат. mortarium) по чему и добијају име. Предњи дио цијеви за смјештање зрна је био широк, а задњи гдје је пуњен барутом, узак. У 15. вијеку, зрна укључују камену и гвоздену ђулад, картеч, запаљива зрна а касније и бомбе. 
Мерзери су кориштени стотинама година, оригинално у опсадном ратовању. Многи историчари сматрају да су први марзери кориштени у опсади Цариграда (1453) под командом Мехмеда II Освајача. Према једном италијанском запису Ђиовани да Таглиакозо наводи да су при опсади Београда из 1456. отомански Турци користили неколико мерзера који су испаљивали „камене пројектиле по једну италијанску миљу у висину”. Њихово време лета је било довољно дуго да се избегну жртве постављањем посматрача који су давали упозорења о њиховим трајекторијама. Међутим, раније су мерзери кориштени у Кореји у поморској бици из 1413. године кад су корејски оружари развили Вангу (мерзер у облику тикве) (완구, 碗口). Најранија верзија Вангуа потиче из 1407. године.
У 16. вијеку, појављују се и мерзери са фиксном елевацијом, чији је домет мијењан промјеном барутног пуњења. Тада је конструкција обично: дужина цијеви 1.5-2 калибра, тежина оруђа 12-20 тежине зрна, барутно пуњење наспрам тежине зрна 1:15 до 1:40.
У 17. вијек начињена су побољшања. Француска је 1691. увела мерзер калибра 487 mm, укупне тежине 4200 kg, који гађа бомбом од 250 kg. Тада се јављају и мали пријеносни мерзери који су се могли преносити у ровове при нападу. 
Понекад су употребљавани и земљани м. у виду буради или цијеви укопане у земљу и напуњене барутом и камењем, ђуладима или бомбама - Швеђани при нападу на Констанц 1633. и Пољаци при нападу на Торуњ 1659. Крајем вијека јављају се и бродови наоружани м. под називом бомбарда.
Аустрија 1753. године има мерзере калибра 10 фунти (162 mm), 30 фунти (234 mm), 60 фунти (298 mm) и 100 фунти (343 mm). Тежине бомби су респективно: 10.6, 30.25, 60.8 и 90 kg.
Коришћени су и током Српских устанака почетком XIX века.
За вријеме Америчког грађанског рата, 4 врсте мерзера имају калибре 8, 10, 12 и 13 палаца, тежине зрна 19, 41, 90 и 90 kg, а највећи домети су 1670, 1910, 4200 и 3900 m.

## Епоха спорометне олучене цијеви
Први овакав мерзер уводи Русија 1860., у калибру 7 палаца. Имао је изолучену цијев као скоро једину разлику у односу на пријашње м. Међутим, тек послије продужења цијеви и преласком на пуњење страга, добијено је боље оруђе. 
Послије искустава у руско-турском рату 1877-78., Руси уводе и пољски м. калибра 6 палаца, дужине цијеви 8 калибара, почетне брзине зрна 230 m/s и домета 3400 m. Зрна су била шрапнел и бомбе.
Као завршни модел ове епохе може се поменути њемачки м. 305 mm Л/8 изграђен 1897. Домет му је до 8200 m, а зрно је у стању да пробије бетон дебљине 1.5 m.

## Епоха брзометне олучене цијеви
Пред сам почетак Првог свјетског рата, Нијемци имају 4 врсте мерзера, калибра 210, 280, 305, и 420 mm. Аустроугарска 1911. уводи м. калибра 305 mm, у стању да пробије челичну куполу дебљине 150 mm
на даљини до 8000 m.

## Први свјетски рат
У Првом свјетском рату, мерзери се показују врло корисним оруђем, због убацне путање која је омогућавала напад на заклоњене и утврђене мете, које се топовима нису никако могле тући због положености њихове путање. 

## Послије Првог свјетског рата
Завладало је мишљење да су тешки мерзери непотребни због могућности њихове замјене са авионима
бомбардерима. Зато земље не уводе нове типове м., већ задржавају стара оруђа. Изузетак су Нијемци, који стварају 2 типа огромних мерзера, калибра 540 и 615 mm под називом Карл. 

## Други свјетски рат
Њемачки Карл мерзери су употребљени при нападима на утврде у Брест-Литовску и Севастопољу. 
Оруђе од 615 mm је имало великих проблема при употреби, јер су се дијелови ломили услијед напрезања. 
Највећи мерзер у Другом свјетског рата је конструисан у САД - Мали Давид, калибра 914 mm, али није употребљен у борби.

## Послије Другог светског рата
Већина аналитичара сматра да су мерзери непотребни на модерном ратишту, јер их замјењују бомбардери. По другим мишљењима, мерзери су јефтинији и погоднији за употребу од бомбардера против утврђеног противника.
Лаки мерзери су данас у потпуности замијењени минобацачима. Улогу тешких су преузели бомбардери и артиљерија.

## Садашњост

### Муниција
Муниција за минобацаче генерално долази у две главне варијанте: стабилизована перајима и стабилизована окретањем. Примери првих имају кратка пераја на задњем делу, која контролишу путању бомбе у лету. Минобацачке бомбе стабилизоване окретањем ротирају док путују и напуштају цев минобацача, што их стабилизује на исти начин као и метак из пушке. Обе врсте метака могу бити било осветљене (инфрацрвено или видљиво осветљење), димне, високо експлозивне и тренажне. Минобацачке бомбе се често погрешно називају „мерзерима“.
Оператери могу да испаљују метке стабилизоване окретањем из глатке или нарезане цеви. Минобацачи са урезима су прецизнији, али се спорије пуне. Пошто су минобацачи генерално пуне са уста, минобацачке бомбе за нарезане цеви обично имају унапред угравирану траку, названу обтуратор, која се захвата у нарезивање цеви. Изузеци од овога били су амерички минобацач М2 4,2 инча и минобацач М30, чија је муниција имала подкалибарски прошириви прстен који се повећавао када је испаљен. Ово омогућава пројектилу да слободно клизи низ цев, али да захвати уреске када се испали. Систем подсећа на Мини куглу за пушке са пуњењем са уста. За додатни домет, на пераја бомбе су причвршћени потисни прстенови (набоји за повећање). Прстенови се обично лако скидају, јер имају велики утицај на брзину, а тиме и домет бомбе. Неке минобацачке мине се могу испаљивати без икаквих додатака, на пример, из минобацача 81 mm Л16.
| Пуњење   | Излазна брзина (m/s) | Домет (m)   |
| -------- | -------------------- | ----------- |
| Primary  | 73                   | 180–520     |
| Пуњење 1 | 110                  | 390–1.120   |
| Пуњење 2 | 137                  | 580–1.710   |
| Пуњење 3 | 162                  | 780–2.265   |
| Пуњење 4 | 195                  | 1.070–3.080 |
| Пуњење 5 | 224                  | 1.340–3.850 |
| Пуњење 6 | 250                  | 1.700–4.680 |

### Прецизно вођене гранате
Прецизна вођена минобацачка муниција XM395 (PGMM) је 120 mm вођена минобацачка муниција коју је развио Alliant Techsystems. Заснована на Орбитал АТК-овом комплету за прецизно навођење за артиљеријске пројектиле калибра 155 mm, XM395 комбинује GPS навођење и контролне површине у пакету који замењује стандардне осигураче, трансформишући постојећа тела мина минобацача од 1200 mm у прецизно навођену муницију. Муниција XM395 се састоји од GPS вођеног комплета који је постављен на стандардне 120 mm глатке минобацачке гранате који укључује монтажу носног и репног подсистема који садржи делове за маневрисање.
Минобацачка граната Стрикс је шведски пројектил са крајњим навођењем испаљен из минобацача калибра 120 mm који тренутно производи Saab Bofors Dynamics. STRIX се испаљује као конвенционална минобацачка граната. Она садржи инфрацрвени сензор слике који се користи за навођење на било који тенк или оклопно борбено возило у близини места слетања. Трагач је дизајниран да игнорише мете које већ горе. Лансиран из било ког минобацача од 120 mm, STRIX има нормалан домет до 4,5 km. Додатак специјалног мотора за одржавање повећава домет на 7,5 km.
GMM 120 (навођена минобацачка муниција 120; позната као Пацми; такође позната и као Морти) је GPS и/или ласерски вођена минобацачка муниција, коју је развила израелска војна индустрија. Руски КМ-8 Гран је такође ласерски навођен.